# Henry Fitzhugh
Henry Fitzhugh (* 7. August 1801 in „The Hive“, Washington County, Maryland; † 11. August 1866) war ein US-amerikanischer Händler, Geschäftsmann und Politiker aus New York. Ferner waren James G. Birney und Gerrit Smith, beide US-Präsidentschaftskandidaten, seine Schwager.

## Werdegang
Henry Fitzhug war der Sohn von Colonel William Fitzhugh, Jr. (1761–1839), einem der Gründer von Rochester, New York, und Ann (Hughes) Fitzhugh (1771–1829). Die Familie zog 1816 zu einem Gebiet aus dem Phelps and Gorham Purchase. Am 11. Dezember 1827 heiratete Henry Elizabeth Barbara Carroll (1806–1866), Schwester von Charles H. Carroll, aus Groveland, New York.
Er entschloss sich für eine politische Laufbahn, als er 1849 in die New York State Assembly gewählt wurde, wo er den Oswego County vertrat. Dann war er von 1852 bis 1857 als Kanalkommissar tätig und stand von 1851 bis 1854 auf dem Stimmzettel der Whig Party.
Henry wurde auf dem Williamsburg Cemetery in Groveland beigesetzt.